# MTV Africa Music Awards
Gli MTV Africa Music Awards, in sigla MAMAs o MAMA, sono una manifestazione organizzata dall'emittente televisiva MTV Networks Africa, dove vengono premiati i cantanti e le canzoni più popolari nel continente nero.
Inizialmente, agli artisti africani veniva già loro consegnato un riconoscimento, attraverso il premio Best African Act alle edizioni 2005, 2006 e 2007 degli MTV Europe Music Awards. In seguito, proprio nel 2008 si decise di creare una serata apposita per premiare il meglio della musica africana. Tuttavia, si sono svolte solo tre edizioni della serata.

## Location che hanno ospitato gli MTV Africa Music Awards
| Anno | Paese   | Città   | Luogo                           | Presentatore  |
| ---- | ------- | ------- | ------------------------------- | ------------- |
| 2008 | Nigeria | Abuja   | Velodrome                       | Trevor Nelson |
| 2009 | Kenya   | Nairobi | Moi International Sports Centre | Wyclef Jean   |
| 2010 | Nigeria | Lagos   | Eko Expo Hall                   | Eve           |

## Vincitori dei premi nelle varie categorie

### 2008
- Artist of the Year: D’Banj
- Best Video: Ikechukwu — "Wind Am Well"
- Best Female: Wahu
- Best Male: D’Banj
- Best Group: P-Square
- Best New Act: Naeto C
- Best Alternative: Seether
- Best Hip-Hop: 9ice
- Best R&B: Alicia Keys
- Best Live Performer: Jozi
- Listener's choice award: D’Banj — "Why Me"
- MAMA legend award: Fela Kuti
- My Video: Jide Rotilu, Adetoro Rotilu, Razor BleeG

### 2009
- Artist of the Year: D'banj
- Best Video: HHP — "Mpitse"
- Best Female: Amani
- Best Male: Nameless
- Best Group: P-Square
- Best New Act: M.I.
- Best Alternative: Zebra & Giraffe
- Best Hip Hop: M.I.
- Best R&B: 2face Idibia
- Best Live Performer: Samini
- Listener's Choice: Nameless — "Sunshine"
- My Video: Patricke-Stevie Moungondo
- Legend Award: Lucky Dube

### 2010
- Best Anglophone – Daddy Owen (Kenya)
- Best Francophone – Fally Ipupa (DRC)
- Best Lusophone – Cabo Snoop (Angola)
- Artist of the Year – 2Face (Nigeria)
- Best Female – Sasha (Nigeria)
- Best Male – 2Face (Nigeria)
- Best Video – Fally Ipupa (DRC): “Sexy Dance”
- Best Group – P-Square (Nigeria)
- Brand New Act - Mo’Cheddah (Nigeria)
- Best Performance – Big Nuz (South Africa)
- Song of the Year – Liquideep (South Africa): “Fairytale”
- MAMA Legend – Miriam Makeba (South Africa)
- Best International – Eminem (USA)